# Liste der Geotope im Landkreis Haßberge
Diese Liste enthält die Geotope des unterfränkischen Landkreises Haßberge in Bayern.
Die Liste enthält die amtlichen Bezeichnungen für Namen und Nummern des Bayerischen Landesamt für Umwelt (LfU) sowie deren geographische Lage. Diese Liste ist möglicherweise unvollständig. Im Geotopkataster Bayern sind etwa 3.400 Geotope (Stand März 2020) erfasst. Das LfU sieht einige Geotope nicht für die Veröffentlichung im Internet geeignet. Einige Objekte sind zum Beispiel nicht gefahrlos zugänglich oder dürfen aus anderen Gründen nur eingeschränkt betreten werden.
| Name                                                          | Bild           | Geotop ID | Gemeinde / Lage                  | Geologische Raumeinheit      | Beschreibung | Fläche m² / Ausdehnung m | Geologie                                                                                  | Aufschlussart                  | Wert               | Schutzstatus                                                  | Bemerkung                       |
| ------------------------------------------------------------- | -------------- | --------- | -------------------------------- | ---------------------------- | --- | ------------------------ | ----------------------------------------------------------------------------------------- | ------------------------------ | ------------------ | ------------------------------------------------------------- | ------------------------------- |
| Aufschluss am Kapellenberg südöstlich von Zeil am Main        | weitere Bilder | 674A001   | Zeil am Main Position            | Haßberge-Region              | Aufschluss mit Schilfsandstein unten, darüber Lehrbergschichten mit einzelnen Gipslagen und -linsen. Das Geotop ist verfallen und war 2012 komplett zugewachsen. Eine Informationstafel ist vorhanden. | 2500 250 × 10            | Typ: Schichtfolge Art: Sandstein, Tonstein                                                | Steinbruch                     | wertvoll           | Landschaftsschutzgebiet, FFH-Gebiet, Vogelschutzgebiet        |                                 |
| Keuperprofil Königsberger Steige bei Königsberg               | weitere Bilder | 674A002   | Königsberg in Bayern Position    | Haßberge-Region              | Aufschlüsse in Myophorien-, Estherienschichten und im Schilfsandstein an der Königsberger Steige, Informationstafeln sind vorhanden. | 1500 300 × 5             | Typ: Standard-/Referenzprofil Art: Sandstein, Tonstein, Mergelstein                       | Böschung                       | wertvoll           | Naturpark                                                     |                                 |
| Ehemalige Basaltbrüche am Bramberg südlich von Hohnhausen     | weitere Bilder | 674A003   | Burgpreppach Position            | Haßberge-Region              | Zwei ehemalige Steinbrüche nördlich und südlich der Burg Bramberg. Basaltschlot mit konzentrisch aufgebauter Füllung. Innen Basaltsäulen, nach außen folgen Basaltbrekzie und Nebengesteinstrümmer (vor allem gefrittete Keupertone). | 2800 70 × 40             | Typ: Mineralien, Vulkanschlot, Basaltsäulen Art: Basalt                                   | Steinbruch                     | wertvoll           | Landschaftsschutzgebiet, Vogelschutzgebiet, Naturpark         |                                 |
| Ehemaliger Sandsteinbruch Eichelberg südlich von Burgpreppach | weitere Bilder | 674A004   | Burgpreppach Position            | Haßberge-Region              | Bankiger bis dickbankiger, weiß-grauer, feinkörniger Sandstein, Klüftung senkrecht zur Schichtfläche. Rippelmarken und Abdrücke von Muscheln sind erkennbar. Unten eine Stauschicht aus hellem Ton. | 6000 150 × 40            | Typ: Gesteinsart, Stauquelle Art: Sandstein                                               | Steinbruch                     | bedeutend          | Landschaftsbestandteil, Landschaftsschutzgebiet, Naturpark    |                                 |
| Ehemalige Tongrube am Wolfshügel ostsüdöstlich von Ostheim    | weitere Bilder | 674A005   | Hofheim in Unterfranken Position | Haßberge-Region              | Tongrube am Osthang des Wolfsberges, die die oberen Myophorienschichten aufschließt. Wenige Meter darunter ist die Bleiglanzbank als kleine Geländestufe erkennbar. | 250 25 × 10              | Typ: Gesteinsart Art: Tonmergelstein                                                      | Lehmgrube/Tongrube/Mergelgrube | bedeutend          | Landschaftsschutzgebiet, FFH-Gebiet, Vogelschutzgebiet        |                                 |
| Werksandsteinbruch westlich von Kleinsteinach                 | weitere Bilder | 674A007   | Riedbach Position                | Nördliche Fränkische Platten | Werksandstein, mittelbankig, unregelmäßig klüftig und blassbraun, plattig aufgehend. Im Steinbruch wurden vermutlich kleine Bausteine gewonnen. Am Exkursionsaufschluss steht eine Erläuterungstafel. | 600 40 × 15              | Typ: Gesteinsart Art: Sandstein                                                           | Steinbruch                     | bedeutend          | kein Schutzgebiet                                             |                                 |
| Tuffbrekzie westlich von Mechenried                           | weitere Bilder | 674A008   | Riedbach Position                | Nördliche Fränkische Platten | Aufschluss von Tuffbrekzie mit vulkanischen und sedimentären Komponenten, Oberfläche ist angewittert. Viele Gesteinsbrocken wurden in Tonminerale umgewandelt, vermutlich durch postvulkanische Thermalwässer. Liegt gleich westlich von Mechenried, war 2013 teilweise zugewachsen. | 60 30 × 2                | Typ: Gesteinsart Art: Tuff/Tuffit                                                         | Hanganriss/Felswand            | wertvoll           | kein Schutzgebiet                                             |                                 |
| Felsen an der Burgruine in Altenstein                         | weitere Bilder | 674A010   | Maroldsweisach Position          | Haßberge-Region              | Die Burgruine Altenstein steht auf Rhätsandstein. Die Sandsteine rutschen teilweise auf den darunterliegenden Tonen und Tonmergeln des Feuerletten hangabwärts. Hinweistafeln des Burgenkundlichen Lehrpfades Haßberge. | 10000 100 × 100          | Typ: Gesteinsart Art: Sandstein                                                           | Hanganriss/Felswand            | bedeutend          | Bodendenkmal, Naturpark                                       |                                 |
| Rhät-Felswand nordöstlich von Rabelsdorf                      | weitere Bilder | 674A011   | Pfarrweisach Position            | Haßberge-Region              | Sandsteinwand im Rhät der Haßberge östlich von Rabelsdorf. Felswände und ortsfremde Blöcke in verschiedenen Ablösungsstadien. | 15000 60 × 250           | Typ: Gesteinsart, Felswand/-hang Art: Sandstein                                           | Hanganriss/Felswand            | bedeutend          | Landschaftsschutzgebiet, Naturpark                            |                                 |
| Ehemaliger Steinbruch zwischen Junkersdorf und Altenstein     | weitere Bilder | 674A013   | Maroldsweisach Position          | Haßberge-Region              | Aufschluss von rotvioletten, dolomitischen Tonmergeln mit teilweise meterdicken dolomitischen Kalkbänken im Feuerletten. Der Kalk wurde früher abgebaut. | 3600 60 × 60             | Typ: Gesteinsart Art: Tonstein, Dolomitstein                                              | Steinbruch                     | wertvoll           | Naturschutzgebiet, Landschaftsschutzgebiet, Vogelschutzgebiet |                                 |
| Mainauen westsüdwestlich von Ziegelanger                      | weitere Bilder | 674A016   | Zeil am Main Position            | Sandsteinkeuperregion        | Ehemalige Sandgrube, in der Eichen-Rannen aufgeschlossen sind. Die Bäume wurden zwischen 8000 v. Chr. und 250 n. Chr. dort abgelagert. In dieser Häufung und Präsentation einmalig. Erlebnispfad ist eingerichtet, Weg besteht aus lokal abgebautem Main-Kies. | 30000 200 × 150          | Typ: Pflanzliche Fossilien, Durchbruchstal Art: Kies, Sand                                | Kiesgrube/Sandgrube            | besonders wertvoll | Naturpark                                                     | Bayerns schönste Geotope Nr. 85 |
| Basaltbruch Zeilberg östlich von Maroldsweisach               | weitere Bilder | 674A017   | Maroldsweisach Position          | Haßberge-Region              | Der Zeilberg ist der größte Vulkanschlot der Heldburger Gangschar. Ein Stein-Erlebnispfad ermöglicht den Einblick in einen nicht zugänglichen großen Basalt-Steinbruch. Es gibt einen Klopfplatz, an dem Basaltsteine mit Olivinknollen untersucht werden dürfen. | 500000 1000 × 500        | Typ: Gesteinsart, Vulkanschlot Art: Basalt                                                | Steinbruch                     | wertvoll           | Naturpark                                                     |                                 |
| Steinbruch nordöstlich von Gleisenau                          | weitere Bilder | 674A019   | Ebelsbach Position               | Haßberge-Region              | Steinbruch mit Coburger Sandstein (nicht Blasensandstein wie früher angenommen). Coburger Sandstein und Blasensandstein sind hier schwer zu unterscheiden und werden in der Hassberge-Formation zusammengefasst. Infotafel der Georoute Haßberge. | 4000 80 × 50             | Typ: Gesteinsart Art: Sandstein                                                           | Steinbruch                     | wertvoll           | Landschaftsschutzgebiet, Naturpark                            |                                 |
| Schilfsandsteinbruch nordöstlich von Zeil                     | weitere Bilder | 674A020   | Zeil am Main Position            | Haßberge-Region              | Grünlich-gelber, toniger und leicht zu bearbeitender Sandstein, der als Werkstein genutzt wurde. Der Sandstein wird durch zwei dünne, plattige Tonlagen in drei Lagen geteilt. Infotafel der Georoute Haßberge. 2012 war das Geotop zugewachsen. | 100 20 × 5               | Typ: Gesteinsart Art: Sandstein                                                           | Steinbruch                     | wertvoll           | Landschaftsschutzgebiet, Naturpark                            |                                 |
| Aufgelassene Tongrube nordwestlich von Rügheim                | weitere Bilder | 674A021   | Hofheim in Unterfranken Position | Nördliche Fränkische Platten | Aufgelassene Tongrube, an deren nördlicher Aufschlusswand die höheren Schichten des Unteren Keupers von drei verschieden alten Lößablagerungen überdeckt werden. Die Abfolge der Unteren Dolomitsteine und der Unteren Estherienschiefer ist schön zu erkennen. Infotafel der Georoute Haßberge. | 60000 300 × 200          | Typ: Schichtfolge, Sedimentstrukturen Art: Tonstein, Lößlehm                              | Lehmgrube/Tongrube/Mergelgrube | wertvoll           | kein Schutzgebiet                                             |                                 |
| Rhätsandsteinbruch nördlich von Buch                          | weitere Bilder | 674A023   | Untermerzbach Position           | Haßberge-Region              | Aufgelassener Steinbruch im Rhätsandstein. | 17000 170 × 100          | Typ: Gesteinsart, Sedimentstrukturen Art: Sandstein                                       | Steinbruch                     | bedeutend          | Landschaftsschutzgebiet, Naturpark                            |                                 |
| Sandsteinbruch westlich von Neubrunn                          | weitere Bilder | 674A024   | Kirchlauter Position             | Haßberge-Region              | Aufgelassener Steinbruch, der Coburger Sandstein und seine tonigen Nebengesteine aufschließt. Exkursionspunkt der Geo-Route des Naturparks Haßberge mit Infotafel. | 0 keine Angabe           | Typ: Schichtfolge, Gesteinsart, Sedimentstrukturen Art: Sandstein, Tonstein               | Steinbruch                     | wertvoll           | FFH-Gebiet, Vogelschutzgebiet, Naturpark                      |                                 |
| Gasaustritte nordöstlich von Mechenried                       | weitere Bilder | 674A025   | Riedbach Position                | Nördliche Fränkische Platten | Südlich der Straße Mechenried-Rügheim entweicht an mehreren Stellen Gas aus dem Erdreich. Am besten beobachten lässt sich das bei Tiefdruckwetterlagen (Geräuschentwicklung) oder bei nassem Boden (Blasenbildung). Pflanzen kümmern teilweise oder sind braun gefärbt, es riecht nach faulen Eiern. Das Gas enthält 18,1 Volumenprozent Kohlendioxid, ca. 0,5 Volumenprozent Kohlenwasserstoffe, 0,02 bis 0,03 ppm Ozon, 8 bis 10 ppm Schwefeldioxid, 0,1 bis 0,5 ppm Schwefelwasserstoff, 0,01 ppm Kohlenmonoxid, 0,01 ppm nitrose Gase. Ursache der Gasaustritte könnte die Heldburger Gangschar sein. | 1400 70 × 20             | Typ: Störung Art: Tonstein                                                                | kein Aufschluss                | wertvoll           | kein Schutzgebiet                                             |                                 |
| Aufschluss im Heldburger Gipsmergel östlich von Neuses        | weitere Bilder | 674A026   | Bundorf Position                 | Haßberge-Region              | Aufschluss der distalen Fazies des Coburger Sandsteins und des Unteren Burgsandsteins (Heldburger Gipsmergel). Bunte Abfolge von Ton- und Siltsteinen, Tonmergeln, Gipsstein- und Dolomitlagen (Steinmergel). | 300 30 × 10              | Typ: Schichtfolge, Gesteinsart, Sedimentstrukturen Art: Sandstein, Mergelstein, Tonmergel | Böschung                       | wertvoll           | Landschaftsschutzgebiet, Naturpark                            |                                 |
| Schilfsandsteinbruch nordöstlich von Burg Königsberg          | weitere Bilder | 674A027   | Königsberg in Bayern Position    | Haßberge-Region              | Aufgelassener Sandsteinbruch nordöstlich der Burg Königsberg, an der Coburger Straße Richtung Hohnhausen. Schilfsandstein (Stuttgart-Formation), in massigen Bänken mit deutlich erkennbaren Schrägschichtungskörpern. Zwischen zwei Sandsteinbänken sind synsedimentär deformierte Schichten erkennbar, was durch Erdbeben während der Trias entstanden sein könnte. Der Steinbruch ist frei zugänglich. | 0 keine Angabe           | Typ: Sedimentstrukturen, Lagerungsverhältnisse, Diskordanz Art: Sandstein                 | Steinbruch                     | wertvoll           | Landschaftsschutzgebiet, Naturpark                            |                                 |
| Schlotbrekzie südöstlich von Schweinshaupten                  | weitere Bilder | 674A028   | Bundorf Position                 | Haßberge-Region              | Südöstlich des Badeweihers Schweinshaupten ist an einer Wegeböschung ein tertiärer Brekzienschlot aufgeschlossen, welcher der Heldburger Gangschar zuzurechnen ist. Die Gesamtausdehnung des Schlots beträgt rund 100 mal 75 m. Nur etwa 10 Prozent der Schlotfüllung bestehen aus Basalt, in geringem Umfang sind Xenolithe aus der tieferen Kruste und Kristallin beteiligt. Die Hauptmasse des Auswürflingsmaterials bilden mesozoische Sedimente: vor allem Tonsteine, Mergel und Gipsmergel, sowie untergeordnet Sandsteine des Coburger Sandsteins, des Burgsandsteins und des Schilfsandsteins. Damit bestätigt sich die wichtige Erkenntnis, dass im Tertiär noch Schichten des Jura in den Haßbergen vorhanden waren. | 75 15 × 5                | Typ: Magmatisches Gefüge Art: Basalt, Breccie                                             | sonstiger Aufschluss           | wertvoll           | Landschaftsschutzgebiet, Naturpark                            |                                 |
| Geusfeld, Hohlweg an der Marienkapelle                        | weitere Bilder | 674A029   | Rauhenebrach Position            | Sandsteinkeuperregion        | An der kleinen Marienkapelle in Geusfeld stehen in der Böschung Sandsteine der Stuttgart-Formation (Schilfsandstein) an. Neben dickeren Bänken, in denen die Verwitterung sehr schön das Schrägschichtungsgefüge herauspräpariert hat, finden sich auch wenige cm dicke Bänkchen ohne erkennbare Internstruktur. Nach oben hin schalten sich dunkelgraue Letten zwischen die Sandsteinbänke ein. Der Name Schilfsandstein stammt von den Steinbrechern, die häufig vorkommende Schachtelhalm-Reste für versteinertes Schilf gehalten haben. Gebildet wurden diese Sandsteine durch ein Nordost-Südwest verlaufendes Flusssystem, das sich zum Teil mehrere 10er-Meter in den Untergrund der Grabfeld-Formation (Estherienschichten) eingetieft hatte, bevor diese Flußrinnen mit Sand verfüllt wurden. Die hier aufgeschlossenen Sandsteine zeigen mit den dicken, schräggeschichtene Bänken das charakteristische Bild einer solchen Rinnenfüllung. | 240 80 × 3               | Typ: Schichtfolge, Gesteinsart Art: Sandstein, Tonstein                                   | Böschung                       | bedeutend          | Naturpark                                                     |                                 |
| Burgruine Rotenhan nordöstlich von Rotenhan                   | weitere Bilder | 674G001   | Ebern Position                   | Haßberge-Region              | Die Burg wurde aus schräggeschichteten Rhätsandsteinfelsen herausgemeißelt, die zu diesem Standort auf den darunterliegenden Tonen hangabwärts gerutscht waren. Betreten des Geländes auf eigene Gefahr, der Besitzer übernimmt keine Haftung. Felsen und Bewuchs sollen nicht zerstört oder verändert werden. Das Geotop gehört zu den hundert schönsten Geotopen Bayerns, Infotafel vorhanden. | 4800 80 × 60             | Typ: Bearbeiteter Fels Art: Sandstein                                                     | sonstiger Aufschluss           | besonders wertvoll | Bodendenkmal, Landschaftsschutzgebiet, Naturpark              | Bayerns schönste Geotope Nr. 44 |
| Burgruinen und Sandsteinfelsen nordöstlich von Buch           | weitere Bilder | 674G002   | Untermerzbach Position           | Haßberge-Region              | Burg, die in den anstehenden Sandsteinfelsen des Rhät gehauen und durch Mauern ergänzt wurde. Die Wände wurden mit einem Fischgrätmuster behauen. Markanter Torstein, zwei bemerkenswerte Keller. Infotafel der Geotour Hassberge. | 3000 100 × 30            | Typ: Bearbeiteter Fels Art: Sandstein                                                     | sonstiger Aufschluss           | wertvoll           | Bodendenkmal, Landschaftsschutzgebiet, Naturpark              |                                 |
| Ehemaliger Sandsteinbruch nördlich von Dürrnhof               | weitere Bilder | 674G003   | Pfarrweisach Position            | Haßberge-Region              | Steinbruch, der 10 m hoch mittel- bis grokkörnige, rinnenförmig geschüttete Sandsteine aufschließt. Der Abbau erfolgte in Handarbeit, Bearbeitungsspuren (Schrappen) sind teilweise noch gut sichtbar. | 10000 200 × 50           | Typ: Steinbruch/Grube Art: Sandstein                                                      | Steinbruch                     | bedeutend          | Landschaftsschutzgebiet, Naturpark                            |                                 |
| Silbersandhöhle östlich von Stettfeld                         | weitere Bilder | 674G004   | Stettfeld Position               | Haßberge-Region              | In den Mittleren Burgsandstein gegrabene Höhle. Hier wurde ein feinkörniger und glimmerreicher heller Sand abgebaut, der als Schreibsand verwendet wurde. Der Eingang ist verschlossen, eine Infotafel ist vorhanden. | 600 30 × 20              | Typ: Stollen Art: Sandstein                                                               | Tunnel/Stollen/Schacht         | besonders wertvoll | Landschaftsschutzgebiet, FFH-Gebiet, Naturpark                |                                 |
| Eisenquelle nordöstlich von Wonfurt                           | weitere Bilder | 674Q001   | Wonfurt Position                 | Östliche Fränkische Platten  | Quelle mit einer Schüttung von etwa 15 l/s. Das Wasser stammt aus Schichten des Mittleren Muschelkalks, die hier an einer Störung aufsteigen. An der Quelle haben sich Kalktuffablagerungen gebildet. Im Bachlauf sind rote Eisenhydroxidablagerungen sichtbar. | 25 5 × 5                 | Typ: Störungsquelle, Sinterbildung Art: Kalkstein, Kalktuff                               | kein Aufschluss                | besonders wertvoll | Naturdenkmal, FFH-Gebiet, Vogelschutzgebiet                   |                                 |
| Felslabyrinth beim Schloss Lichtenstein                       | weitere Bilder | 674R001   | Pfarrweisach Position            | Haßberge-Region              | Felslabyrinth südlich der Burgruine Lichtenstein, in dem unter anderem Schrägschichtungen, verschiedene Verwitterungstone, Schichtquellen und Wabenverwitterung zu sehen sind. Aus dem Verband gelöste, hausgroße Felsblöcke wurden in die Burg integriert. Infotafel der Geotour Haßberge. | 8400 140 × 60            | Typ: Felsgruppe Art: Sandstein                                                            | Hanganriss/Felswand            | wertvoll           | Landschaftsschutzgebiet, Naturpark                            |                                 |
| Ponor westlich von Zell am Ebersberg                          | weitere Bilder | 674R002   | Knetzgau Position                | Sandsteinkeuperregion        | Ein Bach versickert allmählich auf verkarstem Grundgips, bis er in einem grubenartigen Ponor ganz verschwindet. Der Bach fließt unterirdisch weiter, was an einem Graben mit Schilf und Gebüsch erkennbar ist. Nach ca. 600 m kommt das Wasser an einer Quelle wieder an die Oberfläche. Daneben liegt ein kleines Feuchtgebiet. | 600 30 × 20              | Typ: Ponor, Doline, Schichtquelle Art: Gips, Tonmergelstein                               | kein Aufschluss                | wertvoll           | Landschaftsbestandteil, Landschaftsschutzgebiet, Naturpark    |                                 |
| Hohler Stein im Haßwald westlich von Reutersbrunn             | weitere Bilder | 674R003   | Ebern Position                   | Haßberge-Region              | Der Hohle Stein ist eine größere Gruppe aus Rhätsandsteinblöcken bis 10 m Größe, auf einer Fläche von 70 × 25 m. Entstanden ist sie aus einer 7 m dicken Sandsteinplatte, die hangabwärts gerutscht und dabei in zahlreiche Einzelteile zerbrochen ist. | 1750 70 × 25             | Typ: Rutschung, Felsblock, Sedimentstrukturen Art: Sandstein                              | Block                          | wertvoll           | Landschaftsschutzgebiet, Naturpark                            |                                 |
| Wörth mit Sichelsee westlich von Augsfeld                     | weitere Bilder | 674R005   | Haßfurt Position                 | Östliche Fränkische Platten  | Aussichtsplattform, auf der über Flussdynamik und Laufverlagerung des Mains informiert wird. Bei starkem Hochwasser wurden die Mäander des Mains oft durchbrochen und es entstanden Altwässer. Der Sichelsee ist 1676 bei einem Hochwasser zum Altwasser geworden und blieb unberührt erhalten. Ein kleiner Parkplatz ist vorhanden. | 210000 700 × 300         | Typ: Mäander, Bach-/Flusslauf Art: Sand, Schluff                                          | kein Aufschluss                | wertvoll           | Naturschutzgebiet, FFH-Gebiet, Vogelschutzgebiet              |                                 |
| Gebrünnsee nordwestlich von Westheim                          | weitere Bilder | 674R006   | Knetzgau Position                | Östliche Fränkische Platten  | Die Doline wird von einer Quelle gespeist und kann deshalb als Fischweiher genutzt werden. Das Naturdenkmal wird von einem alten Baumbestand umgeben. | 1600 40 x 40             | Typ: Doline, Verengungsquelle Art: Gips                                                   | kein Aufschluss                | bedeutend          | Naturdenkmal                                                  | ehemals Geotopnummer 678R001    |